# Джим Кур'є
Джим Кур'є (англ. James Spencer "Jim" Courier, Jr.; нар. 17 серпня 1970) — колишній американський тенісист, перша ракетка світу, переможець чотирьох турнірів Великого шолома.
Джим Кур'є був одним із провідних тенісистів першої половини 90-тих. Він двічі вигравав Відкритий чемпіонат Франції, двічі Відкритий чемпіонат Австралії, був фіналістом Вімблдону та Відкритого чемпіонату США. У складі збірної США Кур'є двічі, у 1992 та 1995, вигравав Кубок Девіса.
За стилем гри Кур'є був гравцем задньої лінії з потужними ударами з відскоку.
Джим Кур'є був індуктований у Міжнародну залу тенісної слави в 2005.

## Загальна статистика

### Фінали в одиночному розряді: 7 (4–3)
| Результат | Рік  | Турнір                                   | Покриття | Суперник      | Рахунок                      |
| --------- | ---- | ---------------------------------------- | -------- | ------------- | ---------------------------- |
| Перемога  | 1991 | Відкритий чемпіонат Франції з тенісу     | Ґрунт    | Андре Агассі  | 3–6, 6–4, 2–6, 6–1, 6–4      |
| Поразка   | 1991 | Відкритий чемпіонат США з тенісу         | Тверде   | Стефан Едберг | 2–6, 4–6, 0–6                |
| Перемога  | 1992 | Відкритий чемпіонат Австралії            | Тверде   | Стефан Едберг | 6–3, 3–6, 6–4, 6–2           |
| Перемога  | 1992 | Відкритий чемпіонат Франції з тенісу (2) | Ґрунт    | Петр Корда    | 7–5, 6–2, 6–1                |
| Перемога  | 1993 | Відкритий чемпіонат Австралії (2)        | Тверде   | Стефан Едберг | 6–2, 6–1, 2–6, 7–5           |
| Поразка   | 1993 | Відкритий чемпіонат Франції з тенісу     | Ґрунт    | Серхі Бругера | 4–6, 6–2, 2–6, 6–3, 3–6      |
| Поразка   | 1993 | Вімблдонський турнір                     | Трава    | Піт Сампрас   | 6–7(3–7), 6–7(6–8), 6–3, 3–6 |

### Фінали в одиночному розряді: 2 (2 поразки)
| Результат | Рік  | Турнір             | Покриття   | Суперник    | Рахунок                 |
| --------- | ---- | ------------------ | ---------- | ----------- | ----------------------- |
| Поразка   | 1991 | Франкфурт-на-Майні | Тверде (i) | Піт Сампрас | 6–3, 6–7(5–7), 3–6, 4–6 |
| Поразка   | 1992 | Франкфурт          | Тверде (i) | Борис Бекер | 4–6, 3–6, 5–7           |

### Фінали в одиночному розряді: 5 (5 перемог)
| Результат | Рік  | Турнір                             | Покриття | Суперник         | Рахунок                      |
| --------- | ---- | ---------------------------------- | -------- | ---------------- | ---------------------------- |
| Перемога  | 1991 | Індіан-Веллс                       | Тверде   | Гі Форже         | 4–6, 6–3, 4–6, 6–3, 7–6(7–4) |
| Перемога  | 1991 | Відкритий чемпіонат Маямі з тенісу | Тверде   | Девід Вітон      | 4–6, 6–3, 6–4                |
| Перемога  | 1992 | Рим                                | Ґрунт    | Карлос Коста     | 7–6(7–3), 6–0, 6–4           |
| Перемога  | 1993 | Індіан-Веллс (2)                   | Тверде   | Вейн Феррейра    | 6–3, 6–3, 6–1                |
| Перемога  | 1993 | Рим (2)                            | Ґрунт    | Горан Іванишевич | 6–1, 6–2, 6–2                |

### Фінали в парному розряді: 5 (4 перемоги, 1 поразка)
| Результат | Рік  | Турнір       | Покриття | Партнер               | Суперники                           | Рахунок       |
| --------- | ---- | ------------ | -------- | --------------------- | ----------------------------------- | ------------- |
| Перемога  | 1989 | Рим          | Ґрунт    | Піт Сампрас           | Даніло Марселіно Мауру Менезіс      | 6–4, 6–3      |
| Перемога  | 1990 | Гамбург      | Ґрунт    | Серхі Бругера         | Удо Ріглевскі Міхаель Штіх          | 7–6, 6–2      |
| Поразка   | 1990 | Рим          | Ґрунт    | Мартін Девіс          | Серхіо Касаль Еміліо Санчес Вікаріо | 6–7, 5–7      |
| Перемога  | 1991 | Індіан-Веллс | Тверде   | Хав'єр Санчес         | Гі Форже Анрі Леконт                | 7–6, 3–6, 6–3 |
| Перемога  | 1993 | Монреаль     | Тверде   | Марк Ноулз (тенісист) | Гленн Мічібата Девід Пейт           | 6–4, 7–6      |

### Рекорди
| Турнір                                                    | Роки      | Встановлений рекордd                                                                                 | З ким ділить                                           |
| --------------------------------------------------------- | --------- | --- | ------------------------------------------------------ |
| Великий Шлем                                              | 1991–1993 | Наймолодший гравець, що досягнув фіналів усіх чотирьох турнірів Великого шолома (22 роки 10 місяців) | Одноосібно                                             |
| Відкритий чемпіонат Франції—Відкритий чемпіонат Австралії | 1991–1993 | Одночасно двічі поспіль вигравав Відкритий чемпіонат Австралії та Відкритий чемпіонат Франції        | Одноосібно                                             |
| Великий Шлем                                              | 1992      | Перемога на Відкритому чемпіонаті Австралії та Відкритому чемпіонат Франції в один і той самий сезон | Род Лейвер Матс Віландер Новак Джокович Рафаель Надаль |

## Фінали турнірів ATP за кар'єру

### Одиночний розряд: 36 (23–13)
| Легенда                            |
| ---------------------------------- |
| Великий Шлем (4–3)                 |
| Чемпіонати закінчення сезону (0–2) |
| Серія Мастерс ATP (5–0)            |
| Серія турнірів ATP (5–3)           |
| Світова серія ATP (9–5)            |

| Титули за покриттям |
| ------------------- |
| Тверде (17–6)       |
| Трава (0–1)         |
| Ґрунт (5–2)         |
| Килим (1–4)         |

| Результат | Ранг | Дата     | Турнір                                                      | Покриття   | Суперник            | Рахунок                                  |
| --------- | ---- | -------- | ----------------------------------------------------------- | ---------- | ------------------- | ---------------------------------------- |
| Перемога  | 1.   | Жов 1989 | Базель, Швейцарія                                           | Тверде (i) | Стефан Едберг       | 7–6(8–6), 3–6, 2–6, 6–0, 7–5             |
| Перемога  | 2.   | Бер 1991 | Індіан-Веллс, США                                           | Тверде     | Гі Форже            | 4–6, 6–3, 4–6, 6–3, 7–6(7–4)             |
| Перемога  | 3.   | Бер 1991 | Кі-Біскейн, США                                             | Тверде     | Девід Вітон         | 4–6, 6–3, 6–4                            |
| Перемога  | 4.   | 1991     | Відкритий чемпіонат Франції з тенісу, Париж, Франція        | Ґрунт      | Андре Агассі        | 3–6, 6–4, 2–6, 6–1, 6–4                  |
| Поразка   | 1.   | 1991     | Відкритий чемпіонат США з тенісу, Нью-Йорк, США             | Тверде     | Стефан Едберг       | 2–6, 4–6, 0–6                            |
| Поразка   | 2.   | Лис 1991 | Фінал ATP, Франкфурт, Німеччина                             | Килим (i)  | Піт Сампрас         | 6–3, 6–7(5–7), 3–6, 4–6                  |
| Перемога  | 5.   | 1992     | Відкритий чемпіонат Австралії з тенісу, Мельбурн, Австралія | Тверде     | Стефан Едберг       | 6–3, 3–6, 6–4, 6–2                       |
| Поразка   | 3.   | Лют 1992 | Сан-Франциско, США                                          | Тверде (i) | Майкл Чанг          | 3–6, 3–6                                 |
| Поразка   | 4.   | Лют 1992 | Брюссель, Бельгія                                           | Килим (i)  | Борис Бекер         | 7–6(7–5), 6–2, 6–7(10–12), 6–7(5–7), 5–7 |
| Перемога  | 6.   | Кві 1992 | Токіо, Японія                                               | Тверде     | Ріхард Крайчек      | 6–4, 6–4, 7–6(7–3)                       |
| Перемога  | 7.   | Кві 1992 | Гонконг, Велика Британія                                    | Тверде     | Майкл Чанг          | 7–5, 6–3                                 |
| Перемога  | 8.   | Тра 1992 | Рим, Італія                                                 | Ґрунт      | Карлос Коста        | 7–6(7–3), 6–0, 6–4                       |
| Перемога  | 9.   | 1992     | Відкритий чемпіонат Франції, Париж, Франція                 | Ґрунт      | Петр Корда          | 7–5, 6–2, 6–1                            |
| Поразка   | 5.   | Сер 1992 | Індіанаполіс, США                                           | Тверде     | Піт Сампрас         | 4–6, 4–6                                 |
| Поразка   | 6.   | Лис 1992 | ATP Championships, Франкфурт, Німеччина                     | Килим (i)  | Борис Беккер        | 4–6, 3–6, 5–7                            |
| Перемога  | 10.  | 1993     | Відкритий чемпіонат Австралії, Мельбурн, Австралія          | Тверде     | Стефан Едберг       | 6–2, 6–1, 2–6, 7–5                       |
| Перемога  | 11.  | Лют 1993 | Мемфіс, США                                                 | Тверде (i) | Тодд Мартін         | 5–7, 7–6(7–4), 7–6(7–4)                  |
| Перемога  | 12.  | 1993     | Індіан-Веллс, США                                           | Тверде     | Вейн Феррейра       | 6–3, 6–3, 6–1                            |
| Поразка   | 7.   | Кві 1993 | Гонконг, Велика Британія                                    | Тверде     | Піт Сампрас         | 3–6, 7–6(7–1), 6–7(2–7)                  |
| Перемога  | 13.  | Тра 1993 | Рим, Італія                                                 | Ґрунт      | Горан Іванишевич    | 6–1, 6–2, 6–2                            |
| Поразка   | 8.   | 1993     | Відкритий чемпіонат Франції, Париж, Франція                 | Ґрунт      | Серхі Бругера       | 4–6, 6–2, 2–6, 6–3, 3–6                  |
| Поразка   | 9.   | 1993     | Вімблдонський турнір, Лондон, Велика Британія               | Трава      | Піт Сампрас         | 6–7(3–7), 6–7(6–8), 6–3, 3–6             |
| Перемога  | 14.  | Сер 1993 | Індіанаполіс, США                                           | Тверде     | Борис Бекер         | 7–5, 6–3                                 |
| Поразка   | 10.  | Кві 1994 | Ніцца, Франція                                              | Ґрунт      | Альберто Берасатегі | 4–6, 2–6                                 |
| Поразка   | 11.  | Жов 1994 | Ліон, Франція                                               | Килим (i)  | Марк Россе          | 4–6, 6–7(2–7)                            |
| Перемога  | 15.  | Січ 1995 | Аделаїда, Австралія                                         | Тверде     | Арно Боеч           | 6–2, 7–5                                 |
| Перемога  | 16.  | Бер 1995 | Скоттсдейл, США                                             | Тверде     | Марк Філіппуссіс    | 7–6(7–2), 6–4                            |
| Перемога  | 17.  | Кві 1995 | Токіо, Японія                                               | Тверде     | Андре Агассі        | 6–3, 6–4                                 |
| Перемога  | 18.  | Жов 1995 | Базель, Швейцарія                                           | Тверде (i) | Ян Сімерінк         | 6–7(2–7), 7–6(7–5), 5–7, 6–2, 7–5        |
| Поразка   | 12.  | Жов 1995 | Тулуза, Франція                                             | Тверде (i) | Арно Боеч           | 4–6, 7–6(7–5), 0–6                       |
| Перемога  | 19.  | Бер 1996 | Філадельфія, США                                            | Килим (i)  | Кріс Вудруфф        | 6–4, 6–3                                 |
| Перемога  | 20.  | Січ 1997 | Qatar ExxonMobil Open, Катар                                | Тверде     | Тім Генман          | 7–5, 6–7(5–7), 6–2                       |
| Перемога  | 21.  | Лип 1997 | Лос-Анджелес, США                                           | Тверде     | Томас Енквіст       | 6–4, 6–4                                 |
| Перемога  | 22.  | Жов 1997 | China Open                                                  | Тверде (i) | Магнус Густафссон   | 7–6(12–10), 3–6, 6–3                     |
| Перемога  | 23.  | Кві 1998 | Орландо, США                                                | Ґрунт      | Майкл Чанг          | 7–5, 3–6, 7–5                            |
| Поразка   | 13.  | Лют 1999 | Мемфіс, США                                                 | Тверде (i) | Томмі Гаас          | 4–6, 1–6                                 |

### Парний розряд: 11 (6–5)
| Легенда                            |
| ---------------------------------- |
| Великий Шлем (0–0)                 |
| Чемпіонати закінчення сезону (0–0) |
| Серія Мастерс ATP (4–1)            |
| Серія турнірів ATP (0–1)           |
| Світова серія ATP (2–3)            |

| Титули за покриттям |
| ------------------- |
| Тверде (3–2)        |
| Трава (0–0)         |
| Ґрунт (3–3)         |
| Килим (0–0)         |

| Результат | Ранг | Дата     | Турнір              | Покриття   | Партнер               | Суперники                           | Рахунок       |
| --------- | ---- | -------- | ------------------- | ---------- | --------------------- | ----------------------------------- | ------------- |
| Поразка   | 1.   | Тра 1989 | Форест-Гіллс, США   | Ґрунт      | Піт Сампрас           | Рік Ліч Джим П'ю                    | 4–6, 2–6      |
| Перемога  | 1.   | Тра 1989 | Рим, Італія         | Ґрунт      | Піт Сампрас           | Даніло Марселіно Мауру Менезіс      | 6–4, 6–3      |
| Перемога  | 2.   | Тра 1990 | Гамбург, Німеччина  | Ґрунт      | Серхі Бругера         | Удо Ріглевскі Міхаель Штіх          | 7–6, 6–2      |
| Поразка   | 2.   | Тра 1990 | Рим, Італія         | Ґрунт      | Мартін Девіс          | Серхіо Касаль Еміліо Санчес Вікаріо | 6–7, 5–7      |
| Перемога  | 3.   | Бер 1991 | Індіан-Веллс, США   | Тверде     | Хав'єр Санчес         | Гі Форже Анрі Леконт                | 7–6, 3–6, 6–3 |
| Перемога  | 4.   | Сер 1993 | Монреаль, Канада    | Тверде     | Марк Ноулз (тенісист) | Гленн Мічібата Девід Пейт           | 6–4, 7–6      |
| Поразка   | 3.   | Кві 1994 | Барселона, Іспанія  | Ґрунт      | Хав'єр Санчес         | Євген Кафельников Давід Рікл        | 7–5, 1–6, 4–6 |
| Перемога  | 5.   | Січ 1995 | Аделаїда, Австралія | Тверде     | Патрік Рафтер         | Байрон Блек Грант Коннелл           | 7–6, 6–4      |
| Поразка   | 4.   | Жов 1997 | Пекін, КНР          | Тверде (i) | Алекс О'Браєн         | Магеш Бгупаті Леандер Паес          | 5–7, 6–7      |
| Поразка   | 5.   | Січ 1999 | Аделаїда, Австралія | Тверде     | Патрік Гелбрайт       | Густаво Куертен Ніколас Лапентті    | 4–6, 4–6      |
| Перемога  | 6.   | Кві 1999 | Орландо, США        | Ґрунт      | Тодд Вудбрідж         | Боб Браян Майк Браян                | 7–6(7–4), 6–4 |

## Досягнення в одиночних змаганнях
| W | Ф | ПФ | ЧФ | #Р | КТ | К# | DNQ | A | NH |

| Турнір                                 | 1987         | 1988         | 1989         | 1990               | 1991               | 1992               | 1993               | 1994               | 1995              | 1996              | 1997              | 1998              | 1999              | 2000              | SR                | В-П               |
| -------------------------------------- | ------------ | ------------ | ------------ | ------------------ | ------------------ | ------------------ | ------------------ | ------------------ | ----------------- | ----------------- | ----------------- | ----------------- | ----------------- | ----------------- | ----------------- | ----------------- |
| Турніри Великого шолома                |              |              |              |                    |                    |                    |                    |                    |                   |                   |                   |                   |                   |                   |                   |                   |
| Відкритий чемпіонат Австралії з тенісу |              |              |              | 2р                 | 4р                 | П                  | П                  | ПФ                 | ЧФ                | ЧФ                | 4р                |                   | 3р                | 1р                | 2 / 10            | 35–8              |
| Відкритий чемпіонат Франції з тенісу   |              |              | 4р           | 4р                 | П                  | П                  | Ф                  | ПФ                 | 4р                | ЧФ                | 1р                | 2р                | 2р                |                   | 2 / 11            | 40–9              |
| Вімблдонський турнір                   |              |              | 1р           | 3р                 | ЧФ                 | 3р                 | Ф                  | 2р                 | 2р                | 1р                | 1р                | 1р                | 4р                |                   | 0 / 11            | 19–11             |
| Відкритий чемпіонат США з тенісу       |              | 2р           | 3р           | 2р                 | Ф                  | ПФ                 | 4р                 | 2р                 | ПФ                |                   | 1р                |                   | 1р                |                   | 0 / 10            | 24–10             |
| В-П                                    | 0–0          | 1–1          | 5–3          | 7–4                | 20–3               | 20–2               | 22–3               | 12–4               | 13–4              | 8–3               | 3–4               | 1–2               | 6–4               | 0–1               | 4 / 42            | 118–38            |
| Чемпіонати закінчення сезону           |              |              |              |                    |                    |                    |                    |                    |                   |                   |                   |                   |                   |                   |                   |                   |
| Фінал ATP                              |              |              |              |                    | Ф                  | Ф                  | RR                 |                    | RR                |                   |                   |                   |                   |                   | 0 / 4             | 7–9               |
| Кубок Великого шлему                   | Не проводили | Не проводили | Не проводили |                    | 1р                 |                    |                    |                    |                   | ЧФ                |                   |                   |                   | NH                | 0 / 2             | 1–2               |
| Гран-прі                               | Гран-прі     | Гран-прі     | Гран-прі     | Серія Мастерс ATP  | Серія Мастерс ATP  | Серія Мастерс ATP  | Серія Мастерс ATP  | Серія Мастерс ATP  | Серія Мастерс ATP | Серія Мастерс ATP | Серія Мастерс ATP | Серія Мастерс ATP | Серія Мастерс ATP | Серія Мастерс ATP | Серія Мастерс ATP | Серія Мастерс ATP |
| Індіан-Веллс                           |              |              | 1р           | ПФ                 | П                  | 3р                 | П                  | 2р                 | 2р                | 3р                | 1р                | 3р                | 2р                | 1р                | 2 / 12            | 21–10             |
| Відкритий чемпіонат Маямі з тенісу     |              | 2р           | 3р           | ЧФ                 | П                  | ПФ                 | 4р                 | ПФ                 | 3р                | ЧФ                | ПФ                | 2р                | 2р                | 2р                | 1 / 13            | 33–12             |
| Монте-Карло                            |              |              |              | 3р                 |                    |                    |                    | ЧФ                 |                   | 2р                | 2р                |                   |                   |                   | 0 / 4             | 6–4               |
| Гамбург                                |              |              |              | 3р                 | 2р                 |                    |                    |                    |                   |                   |                   |                   |                   |                   | 0 / 2             | 2–2               |
| Рим                                    |              |              | 3р           | 3р                 | 3р                 | П                  | П                  | ЧФ                 | 1р                | 2р                | ЧФ                | 1р                |                   |                   | 2 / 10            | 25–8              |
| Мастерс Канада                         |              |              |              |                    | ПФ                 |                    | 3р                 | ПФ                 | 3р                |                   | 1р                | 1р                | ЧФ                |                   | 0 / 7             | 12–7              |
| Мастерс Цинциннаті                     |              | 1р           | 3р           | ЧФ                 | ПФ                 | 3р                 | 2р                 | ЧФ                 | ЧФ                | 3р                | 1р                | 1р                | 2р                |                   | 0 / 11            | 16–12             |
| Стокгольм                              |              | ПФ           | ЧФ           | 2р                 | ПФ                 | 3р                 | 3р                 | 3р                 | Світова серія ATP | Світова серія ATP | Світова серія ATP | Світова серія ATP | Світова серія ATP | Світова серія ATP | 0 / 7             | 13–7              |
| Штуттґард                              | NH           | Exho.        | Exho.        | Серія турнірів ATP | Серія турнірів ATP | Серія турнірів ATP | Серія турнірів ATP | Серія турнірів ATP | ЧФ                | 3р                |                   |                   | 2р                |                   | 0 / 3             | 4–3               |
| Париж                                  |              |              |              | 3р                 | 3р                 | ЧФ                 | 2р                 | 2р                 | ПФ                | 2р                | 1р                |                   | ЧФ                |                   | 0 / 9             | 11–9              |
| В-П                                    | –            | 5–3          | 8–5          | 19–8               | 24–6               | 15–5               | 15–5               | 16–8               | 12–7              | 7–7               | 8–7               | 3–5               | 10–6              | 1–2               | 5 / 71            | 130–66            |
| Рейтинг на кінець року                 | 346          | 43           | 24           | 25                 | 2                  | 1                  | 3                  | 13                 | 8                 | 26                | 21                | 77                | 32                | 290               |                   |                   |

## Результати очних зустрічей
Перших ракеток світу позначено жирним:
- Майкл Чанг (12–12)
- Вейн Феррейра (9–2)
- Горан Іванишевич (8–3)
- Гі Форже (7–1)
- Ріхард Крайчек (7–1)
- Марк Россе (7–4)
- Андре Агассі (7–5)
- Томас Мустер (7–5)
- Тодд Мартін (6–1)
- Томас Енквіст (6–2)
- Стефан Едберг (6–4)
- Серхі Бругера (5–2)
- Седрік Пйолін (5–4)
- Міхаель Штіх (5–7)
- Грег Руседскі (4–0)
- Андрій Чесноков (4–6)
- Піт Сампрас (4–16)
- Джиммі Коннорс (3–0)
- Тім Генман (3–1)
- Петр Корда (3–1)
- Кароль Кучера (3–1)
- Шенг Схалкен (3–1)
- Девід Вітон (3–3)
- Карлос Коста (2–1)
- Андрес Гомес (2–1)
- Джон Макінрой (2–1)
- Карлос Моя (2–1)
- Андрій Черкасов (2–2)
- Альберт Коста (2–2)
- Бред Гілберт (2–2)
- Магнус Ларссон (2–2)
- Андрій Медведєв (2–2)
- Джонатан Старк (2–2)
- Густаво Куертен (1–0)
- Давід Налбандян (1–0)
- Марат Сафін (1–1)
- Андрій Ольховський (1–1)
- Ктіслав Доседель (1–4)
- Євген Кафельников (1–5)
- Борис Бекер (1–6)
- Альберто Берасатегі (0–2)
- Патрік Рафтер (0–3)
- Марсело Ріос (0–3)
- Алекс Корретха (0–4)
- Іван Лендл (0–4)

### Перемоги на гравцями першої 10-ки
| Сезон    | 1987 | 1988 | 1989 | 1990 | 1991 | 1992 | 1993 | 1994 | 1995 | 1996 | 1997 | 1998 | 1999 | 2000 | Всього |
| Перемоги | 0    | 0    | 3    | 1    | 10   | 10   | 8    | 3    | 6    | 0    | 7    | 1    | 4    | 0    | 53     |

| #    | Гравець               | Рейтинг | Турнір                                                      | Покриття   | Р-д  | Рахунок                                  | Рейтинг Кур'є |
| 1989 | 1989                  | 1989    | 1989                                                        | 1989       | 1989 | 1989                                     | 1989          |
| ---- | --------------------- | ------- | ----------------------------------------------------------- | ---------- | ---- | ---------------------------------------- | ------------- |
| 1.   | Андре Агассі          | 5       | Відкритий чемпіонат Франції з тенісу, Париж, Франція        | Ґрунт      | 3р   | 7–6, 4–6, 6–3, 6–2                       | 47            |
| 2.   | Стефан Едберг         | 3       | Базель, Швейцарія                                           | Тверде (i) | Ф    | 7–6, 3–6, 2–6, 6–0, 7–5                  | 35            |
| 3.   | Аарон Крікстейн       | 8       | Стокгольм, Швеція                                           | Килим (i)  | 3р   | 6–2, 1–0, ret.                           | 28            |
| 1990 |                       |         |                                                             |            |      |                                          |               |
| 4.   | Аарон Крікстейн       | 6       | Індіан-Веллс, США                                           | Тверде     | ЧФ   | 6–2, 7–6                                 | 22            |
| 1991 |                       |         |                                                             |            |      |                                          |               |
| 5.   | Андре Агассі          | 4       | Індіан-Веллс, США                                           | Тверде     | 3р   | 2–6, 6–3, 6–4                            | 26            |
| 6.   | Еміліо Санчес Вікаріо | 8       | Індіан-Веллс, США                                           | Тверде     | ЧФ   | 6–2, 6–2                                 | 26            |
| 7.   | Гі Форже              | 5       | Індіан-Веллс, США                                           | Тверде     | Ф    | 4–6, 6–3, 4–6, 6–3, 7–6(7–4)             | 26            |
| 8.   | Гі Форже              | 5       | Відкритий чемпіонат Маямі з тенісу, США                     | Тверде     | 4р   | 7–6(7–3), 6–3                            | 18            |
| 9.   | Стефан Едберг         | 1       | Відкритий чемпіонат Франції з тенісу, Париж, Франція        | Ґрунт      | ЧФ   | 6–4, 2–6, 6–3, 6–4                       | 9             |
| 10.  | Андре Агассі          | 4       | Відкритий чемпіонат Франції з тенісу, Париж, Франція        | Ґрунт      | Ф    | 3–6, 6–4, 2–6, 6–1, 6–4                  | 9             |
| 11.  | Піт Сампрас           | 6       | Відкритий чемпіонат США з тенісу, Нью-Йорк, США             | Тверде     | ЧФ   | 6–2, 7–6(7–4), 7–6(7–5)                  | 5             |
| 12.  | Карел Новачек         | 9       | Фінал ATP, Франкфурт, Німеччина                             | Килим (i)  | RR   | 6–7(6–8), 7–5, 6–4                       | 2             |
| 13.  | Гі Форже              | 6       | Фінал ATP, Франкфурт, Німеччина                             | Килим (i)  | RR   | 7–6(7–4), 6–4                            | 2             |
| 14.  | Андре Агассі          | 8       | Фінал ATP, Франкфурт, Німеччина                             | Килим (i)  | ПФ   | 6–3, 7–5                                 | 2             |
| 1992 |                       |         |                                                             |            |      |                                          |               |
| 15.  | Стефан Едберг         | 1       | Відкритий чемпіонат Австралії з тенісу, Мельбурн, Австралія | Тверде     | Ф    | 6–3, 3–6, 6–4, 6–2                       | 2             |
| 16.  | Гі Форже              | 7       | Брюссель, Бельгія                                           | Килим (i)  | ПФ   | 7–6(9–7), 6–4                            | 1             |
| 17.  | Майкл Чанг            | 6       | Токіо, Японія                                               | Тверде     | ПФ   | 6–2, 6–3                                 | 2             |
| 18.  | Майкл Чанг            | 6       | Гонконг, Гонконг                                            | Тверде     | Ф    | 7–5, 6–3                                 | 1             |
| 19.  | Горан Іванишевич      | 9       | Відкритий чемпіонат Франції з тенісу, Париж, Франція        | Ґрунт      | ЧФ   | 6–2, 6–1, 2–6, 7–5                       | 1             |
| 20.  | Петр Корда            | 8       | Відкритий чемпіонат Франції з тенісу, Париж, Франція        | Ґрунт      | Ф    | 7–5, 6–2, 6–1                            | 1             |
| 21.  | Андре Агассі          | 9       | Відкритий чемпіонат США з тенісу, Нью-Йорк, США             | Тверде     | ЧФ   | 6–3, 6–7(6–8), 6–1, 6–4                  | 1             |
| 22.  | Ріхард Крайчек        | 10      | Фінал ATP, Франкфурт, Німеччина                             | Килим (i)  | RR   | 6–7(4–7), 7–6(7–1), 7–5                  | 1             |
| 23.  | Майкл Чанг            | 5       | Фінал ATP, Франкфурт, Німеччина                             | Килим (i)  | RR   | 7–5, 6–2                                 | 1             |
| 24.  | Піт Сампрас           | 3       | Фінал ATP, Франкфурт, Німеччина                             | Килим (i)  | ПФ   | 7–6(7–5), 7–6(7–4)                       | 1             |
| 1993 |                       |         |                                                             |            |      |                                          |               |
| 25.  | Петр Корда            | 7       | Відкритий чемпіонат Австралії з тенісу, Мельбурн, Австралія | Тверде     | ЧФ   | 6–1, 6–0, 6–4                            | 1             |
| 26.  | Стефан Едберг         | 2       | Відкритий чемпіонат Австралії з тенісу, Мельбурн, Австралія | Тверде     | Ф    | 6–2, 6–1, 2–6, 7–5                       | 1             |
| 27.  | Майкл Чанг            | 5       | Індіан-Веллс, США                                           | Тверде     | ПФ   | 6–4, 6–4                                 | 1             |
| 28.  | Майкл Чанг            | 9       | Гонконг, Гонконг                                            | Тверде     | ПФ   | 6–2, 6–3                                 | 2             |
| 29.  | Майкл Чанг            | 10      | Рим, Італія                                                 | Ґрунт      | ПФ   | 6–2, 6–7(2–7), 6–0                       | 2             |
| 30.  | Горан Іванишевич      | 6       | Рим, Італія                                                 | Ґрунт      | Ф    | 6–1, 6–2, 6–2                            | 2             |
| 31.  | Стефан Едберг         | 3       | Вімблдонський турнір, Лондон, Велика Британія               | Трава      | ПФ   | 4–6, 6–4, 6–2, 6–4                       | 2             |
| 32.  | Борис Бекер           | 4       | Індіанаполіс, США                                           | Тверде     | Ф    | 7–5, 6–3                                 | 2             |
| 1994 |                       |         |                                                             |            |      |                                          |               |
| 33.  | Горан Іванишевич      | 8       | Відкритий чемпіонат Австралії з тенісу, Мельбурн, Австралія | Тверде     | ЧФ   | 7–6(9–7), 6–4, 6–2                       | 3             |
| 34.  | Горан Іванишевич      | 6       | Відкритий чемпіонат Маямі з тенісу, США                     | Тверде     | ЧФ   | 6–3, 7–5                                 | 5             |
| 35.  | Піт Сампрас           | 1       | Відкритий чемпіонат Франції з тенісу, Париж, Франція        | Ґрунт      | ЧФ   | 6–4, 5–7, 6–4, 6–4                       | 7             |
| 1995 |                       |         |                                                             |            |      |                                          |               |
| 36.  | Майкл Чанг            | 6       | Токіо, Японія                                               | Тверде     | ПФ   | 6–4, 7–5                                 | 15            |
| 37.  | Андре Агассі          | 1       | Токіо, Японія                                               | Тверде     | Ф    | 6–3, 6–4                                 | 15            |
| 38.  | Томас Мустер          | 3       | Відкритий чемпіонат США з тенісу, Нью-Йорк, США             | Тверде     | 4р   | 6–3, 6–0, 7–6(7–4)                       | 15            |
| 39.  | Майкл Чанг            | 5       | Відкритий чемпіонат США з тенісу, Нью-Йорк, США             | Тверде     | ЧФ   | 7–6(7–5), 7–6(7–3), 7–5                  | 15            |
| 40.  | Майкл Чанг            | 4       | Париж, Франція                                              | Килим (i)  | ЧФ   | 6–2, 7–6(7–5)                            | 7             |
| 41.  | Томас Мустер          | 3       | Фінал ATP, Франкфурт, Німеччина                             | Килим (i)  | RR   | 6–4, 4–6, 6–4                            | 7             |
| 1997 |                       |         |                                                             |            |      |                                          |               |
| 42.  | Томас Мустер          | 5       | Qatar ExxonMobil Open, Катар                                | Тверде     | ЧФ   | 6–3, 7–5                                 | 26            |
| 43.  | Вейн Феррейра         | 8       | Dubai Tennis Championships, ОАЕ                             | Тверде     | ЧФ   | 6–2, 7–5                                 | 22            |
| 44.  | Ріхард Крайчек        | 6       | Відкритий чемпіонат Маямі з тенісу, США                     | Тверде     | 4р   | 7–6(8–6), 6–4                            | 26            |
| 45.  | Горан Іванишевич      | 5       | Відкритий чемпіонат Маямі з тенісу, США                     | Тверде     | ЧФ   | 6–2, 7–6(7–2)                            | 26            |
| 46.  | Піт Сампрас           | 1       | Рим, Італія                                                 | Ґрунт      | 1р   | 7–6(7–5), 6–4                            | 24            |
| 47.  | Горан Іванишевич      | 3       | Лос-Анджелес, США                                           | Тверде     | ПФ   | 6–3, 6–4                                 | 29            |
| 48.  | Томас Енквіст         | 8       | Лос-Анджелес, США                                           | Тверде     | Ф    | 6–4, 6–4                                 | 29            |
| 1998 |                       |         |                                                             |            |      |                                          |               |
| 49.  | Йонас Бйоркман        | 5       | Індіан-Веллс, США                                           | Тверде     | 2р   | 4–6, 6–1, 7–6(7–4)                       | 46            |
| 1999 |                       |         |                                                             |            |      |                                          |               |
| 50.  | Тім Генман            | 7       | Кубок Девіса, Бірмінгем, Велика Британія                    | Тверде (i) | RR   | 7–6(7–2), 2–6, 7–6(7–3), 6–7(10–12), 7–5 | 54            |
| 51.  | Карлос Моя            | 10      | Вімблдонський турнір, Лондон, Велика Британія               | Трава      | 2р   | 6–3, 3–6, 7–6(7–1), 3–6, 6–2             | 61            |
| 52.  | Тім Генман            | 5       | Монреаль, Канада                                            | Тверде     | 2р   | 6–1, 6–7(3–7), 6–4                       | 46            |
| 53.  | Томас Енквіст         | 9       | Париж, Франція                                              | Килим (i)  | 3р   | 6–7(3–7), 7–6(7–4), 7–5                  | 39            |